# المجموعة الإعلامية العربية
المجموعة الإعلامية العربية هي شركة ترفيه مقرها دبي، الإمارات العربية المتحدة وقطاع الأعمال الاستراتيجي لدبي القابضة. تغطي المجموعة البث الإذاعي وإدارة الأحداث والترفيه العائلي . المجموعة هي شركة ترفيه متكاملة، تدير القرية العالمية، شبكة الراديو العربي، وفعاليات دون. تأسست في مارس 2005، المجموعة لديها قوة عاملة تزيد قليلاً عن 300 موظف عبر مكاتبها الثلاثة في دبي.

## شركات المجموعة الإعلامية العربية
- القرية العالمية: الوجهة الترفيهية العائلية والثقافية الرائدة.
- شبكة الراديو العربي، تدير تسعة من المحطات الإذاعية الرائدة في المنطقة عبر منصات متعددة تجذب ملايين المستمعين يوميًا، مما يجعلها أكبر شبكة إذاعية في الإمارات العربية المتحدة:[2][4]
  - دبي 92 - راديو معاصر للكبار باللغة الإنجليزية
  - عين دبي 103.8 - محطة إذاعية للغة الإنجليزية ومتعددة الثقافات
  - راديو فيرجن 104.4 - ضربت اللغة الإنجليزية محطة الموسيقى
  - سيتي 101.6 - محطة موسيقى الشباب الهندية
  - هيت 96.7 - محطة الموسيقى الشبابية المالايالامية مع الأخبار القوية والتركيز على المعلومات
  - الخليجية 100.9 - محطة خليجية مع تركيز قوي على الإمارات العربية المتحدة
  - العربية 99 - محطة موسيقية لشباب العرب المغتربين
  - راديو شوما 93.4 FM - فارسي
  - تاغ 91.1 - أول محطة إذاعية فلبينية متميزة في الإمارات العربية المتحدة
- الفعاليات المنجزة:[5] فعاليات دون، شركة ترفيه حية متعددة الأوجه وحائزة على جوائز، وتنتج فعاليات سنوية للحكومة والشركات بالإضافة إلى بعض أكبر الحفلات الموسيقية على المستوى الإقليمي.

## دمج الأصول التلفزيونية مع مؤسسة دبي للإعلام
كتأثير مباشر للأزمة المالية لعام 2007، بعد تسريح عدد كبير من القوى العاملة، تم دمج أصول تلفزيون المجموعة، المحتفظ بها عبر شبكة التلفزيون العربي، مع شركة دبي للإعلام الحكومية في دبي في أواخر عام 2009.

## روابط خارجية
- المجموعة الإعلامية العربية
- مدينة 101.6
- دبي 92
- هيت 96.7
- راديو فيرجن دبي
- العلامة 91.1
- شبكة الراديو العربي
- أحداث دون